# اسکات واکر (خواننده)
اسکات واکر (به انگلیسی: Scott Walker)؛ زادهٔ ۹ ژانویهٔ ۱۹۴۳ - درگذشته ۲۲ مارس ۲۰۱۹ یک موسیقی‌دان اهل ایالات متحده آمریکا بود. وی از سال ۱۹۵۸ (میلادی) تا ۲۰۱۹ (میلادی) کنش می‌کرد.
از فیلم‌ها یا برنامه‌های تلویزیونی که وی در آن نقش داشته است می‌توان به ارکا اشاره کرد.